# 陳玘
陳 玘（ちん き、チェン・チー、英語: Chen Qi、中国語: 陈玘、1984年4月15日- ）は、中国の元卓球選手。2004年アテネオリンピック、世界選手権男子ダブルス金メダリストである。中国を代表するダブルスの名手。江蘇省南通市出身。左利き。

## 略歴
陳玘は12歳で省のチームに入り、2002年からナショナルチームに入る。2004年アテネオリンピックでは馬琳とともにペアを組みダブルスで金メダルを獲得した。彼は、シングルスの選手としても2004年以来常に世界ランク10位以内を確保していた。
2006年のアジアカップで王皓に敗れた際、ラケットを地面に投げつけベンチの椅子を蹴り上げるなどの問題行動により、中国卓球協会から半年間の国際大会出場停止、1週間農村での労働、再教育処分を受けた。その後行われた翌年の世界選手権では、馬琳とペアを組み再びダブルス優勝を果たした。
2014年に中国国家チームを正式に引退した。

## プレースタイル
非常に荒っぽい卓球を展開する選手で、キレのある両ハンドドライブが武器。
ただ、調子が良い時は前述の両ハンドドライブが猛威を振るうものの、調子が悪い時は逆に雑さが目立って自滅してしまう事もある。
サービステクニックに関しては手首を鋭く使っての速いスイングによって回転量を高めている。
また、ダブルスの達人とも言われ、上記のように数々の大会のダブルス種目で活躍している。
ダブルスの時には本来は先輩であり、なおかつ実力的にも上回っている王励勤や馬琳にも指示を出す事が多い。

## 主な戦績
- 2003年
  - ITTFプロツアーグランドファイナル（2003 広州） 男子ダブルス優勝（馬琳と）
- 2004年
  - アテネオリンピック 男子ダブルス金メダル（馬琳と）
  - ITTFプロツアーグランドファイナル（2004 北京） 男子ダブルス優勝（馬琳と）
- 2005年
  - 第48回世界選手権上海大会 男子シングルス ベスト8、男子ダブルス3位（馬琳と）
  - アジア選手権済州島大会 男子ダブルス準優勝（王励勤と）
- 2006年
  - 第48回世界選手権ブレーメン大会 男子団体優勝
- 2007年
  - 第49回世界選手権ザグレブ大会 男子シングルス ベスト16、男子ダブルス優勝（馬琳と）
  - ITTFプロツアーグランドファイナル（2007 北京） 男子ダブルス優勝（王励勤と）
- 2008年
  - 第49回世界選手権広州大会 男子団体優勝
- 2009年
  - 第50回世界選手権横浜大会 男子シングルス ベスト8、男子ダブルス優勝（王皓と）
  - 男子ワールドカップ（モスクワ） 準優勝
- 2011年
  - 第51回世界選手権ロッテルダム大会 男子シングルス ベスト8、男子ダブルス準優勝（馬琳と）